# Claro TV
Claro TV es una filial mexicana de América Móvil. Opera en Argentina, Chile, Colombia, Panamá, Costa Rica, Guatemala, Honduras, El Salvador, Nicaragua, Ecuador, Paraguay, Perú, Puerto Rico y República Dominicana.
Cuenta con 15 canales propios: Red+, Claro Sports, Claro Sports 2, Claro Música TV, Claro Música: Me Gusta y Claro Música: Sin Límites (solo para Colombia), Canal Claro, Claro Sports, Claro Sports 1, Claro Sports 2, Claro Sports 3, Claro Sports 4, Claro Música, Claro Cinema y Claro Series (para Latinoamérica).
En Chile, Colombia, Ecuador y Paraguay Claro TV se ofrece por medio de satélite, cable y HFC.
Claro TV+ en Brasil se ofrece por medio de satélite y IPTV.

## Cobertura

### Argentina
Comenzó a brindar servicios de TV HD con alrededor de 84 señales en Alta Definición, Internet desde 20, hasta 300 megas y Telefonía, todo a través de fibra óptica y a precios competitivos, en 2018.

### Brasil
Embratel lanzó el servicio de televisión satelital Vía Embratel en diciembre de 2008. El servicio pasó a llamarse Claro TV en marzo de 2012. En 2019 se discontinuó la marca Net, por lo que la marca Claro TV pasó a usarse también para el servicio de televisión por cable. A julio de 2023, Claro TV tiene 4,7 millones de suscriptores con el 42% del mercado.

### Chile
Después de 3 años operando en el mercado chileno, Telmex (actual Claro Chile) incursiona en el mercado de la televisión de pago. Es así como el 6 de agosto de 2007 adquiere la empresa de televisión satelital Zap TV, la cual incluía como gran atractivo comercial el Canal del Fútbol en su parrilla de canales básica. Al tercer trimestre de 2017, Claro tiene 407 mil suscriptores de televisión paga, equivalentes al 12,5% del mercado chileno.
Posee canales temáticos como: Canal 24 Horas y CNN Chile en Noticias; y TNT Sports en Deportes.
Debido a la fusión con la empresa local VTR, y por orden de la FNE, el negocio del DTH tendrá que ser vendido en un plazo de nueve meses a partir de octubre de 2022. Mientras tanto el nuevo dueño de Trust es Miguel Luis Amunátegui a través de Claro DTH SpA e Inversiones DTH SpA.

### Colombia
Cablecentro, TV Cable y Superview fueron los primeros en ofrecer televisión por cable, Internet y telefonía, que operan en Bogotá. Cable Pacífico fue el primero en ofrecer servicios de televisión por cable e Internet en Medellín. A finales de 2006, la mexicana Telmex compra a TV Cable, Superview, Cablepacífico, y Teledinámica en Barranquilla para formar el servicio "triple play" (Televisión+Telefonía+Internet), más tarde en 2007 Telmex compra otra empresa llamada Cablecentro que operaba a nivel nacional.
El 13 de junio de 2012, Comcel y Telmex se fusionan, para darle origen a la marca Claro (Colombia), con cobertura a servicios de telefonía móvil, televisión digital, telefonía fija e Internet. Claro TV en Colombia cuenta con 5 canales propios que son: Claro Música TV, Claro Música Sin Límites, Claro Sports, Radiola TV y Red+.
En mayo de 2014, Claro TV lanzó servicios de televisión satelital DTH, para aquellas zonas que no cuentan con servicios de televisión por cable
En 2020 Claro TV lanzó servicios de televisión Digital IPTV,

### Costa Rica
A partir de diciembre de 2012 el servicio está disponible en Costa Rica luego que la Presidencia de la República le otorgara la concesión en octubre de 2012, para competir con Sky (también proveedor de servicio DTH) y las principales cableras como Tigo, Liberty y Telecable, Claro lanzó su servicio de TV satelital.

### Ecuador
En marzo de 2008, Telmex compra a Ecutel, una operadora de internet inalámbrico y telefonía con aproximadamente 5000 clientes a nivel nacional. En el mes de agosto, Ecutel adopta el nombre Telmex, para lo cual agrega a sus servicios la distribución de Televisión digital con el nombre de Telmex TV (actualmente se llama Claro TV).
Su cobertura actual es a nivel nacional.
En 2012, por información de la Supertel, Claro por medio de su concesionaria (Conecel) la cual está a cargo del servicio de telefonía e internet móvil adquirió los derechos para dar servicio de TV satelital.

### El Salvador
Claro llega a El Salvador en 2006 cuando Telmex adquiere las acciones de CTE Telecom, que era la empresa de telefonía líder en el país, luego de posicionarse como líder en telefonía fija y móvil, en 2008 Claro El Salvador lanza su servicio de Claro TV en dos modalidades, análoga (con 90 canales) y digital (con 170 canales).
En 2011 Claro TV lanzó su servicio HD con canales en alta definición. El sistema de televisión por cable de Claro en El Salvador, cuenta con cobertura a nivel nacional.

### Guatemala
Claro TV es un servicio de televisión con cobertura en Ciudad de Guatemala y otras regiones.

### Honduras
Claro TV es un servicio de televisión con cobertura en las ciudades de Tegucigalpa y San Pedro Sula para las tecnologías HFC y con cobertura nacional para la tecnología DTH, la implementación del servicio de HFC comenzó en 2006, entrando en funcionamiento el servicio en 2008. Claro TV fue el primer servicio de television digital por suscripción en operar en Honduras con servicios innovadores para la región como VOD, guía interactiva con una calidad de video y audio sobre la competencia. El servicio de VOD fue sustituido por Claro Video en 2012.
En 2012 Claro TV lanzó su servicio HD con opciones de canales en alta definición.
Actualmente Claro TV ha aumentado su portafolio de canales HD, así como la adopción de la tecnología DOCSIS 1.0 para el servicio de Internet.

### Nicaragua
Claro TV es un servicio de televisión con cobertura en Managua y otras regiones.

### Panamá
En Panamá se estableció en junio de 2010. Claro Panamá lanza al mercado panameño su producto Claro TV siendo el segundo proveedor de televisión satelital en Panamá.

### Paraguay
Actualmente opera en casi todo el territorio paraguayo a través de su servicio vía satélite. Tiene alrededor de 69 canales HD en total.

### Perú
Claro TV es un servicio de televisión por cable digital y satélite, operado por Claro Perú.
Cable Express y Telmex TV fueron los primeros en ofrecer televisión por cable.
El 1 de octubre de 2010, la compañía se fusiona con la filial mexicana de Telmex Perú que fue adquirido por Claro, empresa que después renombró la proveedora de televisión.

### República Dominicana
Claro TV es un servicio de televisión Digital IPTV con cobertura en Santo Domingo y otras regiones del país.[cita requerida]

## Canales propios
Canales que son sólo transmitidos en Claro TV:

### Latinoamérica
- Claro Sports
- Claro Sports 1
- Claro Sports 2
- Claro Sports 3
- Claro Sports 4
- Canal Claro
- Claro Música
- Claro Cinema
- Claro Series
- Concert Channel
- Cinema Dinamita

### Chile
- Claro Sports
- Claro Sports 2

### Colombia
- Radiola TV
- Claro Música: Sin límites
- Claro Música TV
- Claro Sports
- Claro Sports 1
- Claro Sports 2
- Red+

### Guatemala
- RCN Televisión (en alianza con Radio Corporación Nacional)
- Claro Sports

### Perú
- Canal J

### México
- Claro Cinema
- Claro Sports
- Canal Iberoamericano
- Concert Channel